# Niccolò di Forzore Spinelli
Niccolò di Forzore Spinelli, appelé aussi Niccolò Fiorentino, est un médailleur florentin, né à Florence en 1430, et mort à Florence en 1514. Il a été actif de 1480 à 1510.
Il est le petit-neveu de Spinello Aretino.

## Biographie
Il a été actif principalement à Florence, où il a eu un nombre inconnu d'imitateurs. Il s'est rendu en Flandres et à la cour de Bourgogne.
Sur les quelque 150 médailles qui ont été référencées avec son style, seulement cinq sont signées de son nom et sont considérées comme les meilleures réalisations des médailles du Quattrocento italien :
- Silvestro Daziari, évêque de Chioggia (1485),
- Alphonse Ier d'Este (1492),
- Antonio Geraldini (vers 1448-vers 1489),
- A. della Lecia,
- Laurent le Magnifique.

Il a toujours utilisé la technique de la fonte à la cire perdue qui a commencé à être utilisée dans ces années-là.